# Nothing Records
Nothing Records war ein Musiklabel, das vom Nine-Inch-Nails-Frontmann Trent Reznor und dessen Manager John Malm im Jahr 1992 gegründet wurde.
Nine Inch Nails war ursprünglich vertraglich an das Label TVT gebunden. Nachdem die Band erfolgreicher wurde, fühlte sich Trent Reznor mehr und mehr eingeengt und wollte den Vertrag lösen. Nach juristischen Auseinandersetzungen wurde die neue EP Broken unter dem neu gegründeten Label Nothing Records veröffentlicht. An diesem Projekt war der alte Partner TVT beteiligt, Nothing Records war jedoch in das Mutter-Label Interscope integriert. Nothing Records erlaubte als Vanity Label Trent Reznor und John Malm größere künstlerische und vertriebliche Freiheit.
Mit Marilyn Manson, der sein erstes Album 1994 bei Nothing Records veröffentlichte, gelang es ihnen, einen umstrittenen Künstler an das Label zu binden, der sich später als äußerst umsatzstark erwies. Neben den Alben der eigenen Gruppe Nine Inch Nails konnten Reznor und Malm verschiedene Künstler der Post-Industrial-Szene unter Vertrag nehmen, unter anderem Einstürzende Neubauten, Coil und Pig sowie bereits bekannte Crossover-Gruppen wie Meat Beat Manifesto, The The oder Pop Will Eat Itself. Ende des Jahres 2004 erklärte Trent Reznor auf seiner Website, dass das Label aufgelöst worden sei.

## Diskografie
Der Nothing-Records-Katalog, sortiert nach Katalognummer.
| Nr.           | Künstler               | Titel                                                                          | Format                     | Jahr |
| ------------- | ---------------------- | ------------------------------------------------------------------------------ | -------------------------- | ---- |
| 0538643       | Marilyn Manson         | God Is in the TV                                                               | VHS                        |      |
| 060 965-3     | Nine Inch Nails        | And All That Could Have Been                                                   | VHS                        |      |
| 060 965-9     | Nine Inch Nails        | And All That Could Have Been                                                   | 2xDVD                      |      |
| 0602498107614 | Marilyn Manson         | This Is the New Shit                                                           | DVD, Single                |      |
| 0694903742    | Nine Inch Nails        | Pretty Hate Machine                                                            | CD                         |      |
| 0694904731    | Nine Inch Nails        | The Fragile                                                                    | 3xLP                       |      |
| 0694904732    | Nine Inch Nails        | The Fragile                                                                    | 2xCD                       |      |
| 0694905102    | The The                | NakedSelf                                                                      | CD, Ltd                    |      |
| 0694905102    | The The                | NakedSelf                                                                      | CD                         |      |
| 0694905242    | Marilyn Manson         | The Last Tour on Earth                                                         | CD                         |      |
| 0694907441    | Nine Inch Nails        | Things Falling Apart                                                           | 2xLP                       |      |
| 0694907442    | Nine Inch Nails        | Things Falling Apart                                                           | CD, Album                  |      |
| 0694907902    | Marilyn Manson         | Holy Wood (In the Shadow of the Valley of Death)                               | CD                         |      |
| 0694931842    | Nine Inch Nails        | Still                                                                          | CD                         |      |
| 0694931852    | Nine Inch Nails        | And All That Could Have Been                                                   | CD                         |      |
| 0694960932    | Nine Inch Nails        | Fixed                                                                          | CD, Maxi                   |      |
| 12 NIN 1      | Nine Inch Nails        | Starfuckers, Inc.                                                              | 12", Promo                 |      |
| 490 086-2     | Marilyn Manson         | Antichrist Superstar                                                           | CD, Album                  |      |
| 490 086-2     | Marilyn Manson         | Antichrist Superstar                                                           | CD                         |      |
| 490 273-1     | Marilyn Manson         | Mechanical Animals                                                             | 2xLP                       |      |
| 490 473-2     | Nine Inch Nails        | The Fragile                                                                    | 2xCD                       |      |
| 490 474-4     | Nine Inch Nails        | The Fragile                                                                    | 2xCass                     |      |
| 490 510-2     | The The                | NakedSelf                                                                      | CD                         |      |
| 490 524-4     | Marilyn Manson         | The Last Tour on Earth                                                         | Cass                       |      |
| 490 543-2     | Marilyn Manson         | The Last Tour on Earth                                                         | 2xCD                       |      |
| 490 790-1     | Marilyn Manson         | Holy Wood (In the Shadow of the Valley of Death)                               | 2xLP                       |      |
| 490 790-2     | Marilyn Manson         | Holy Wood (In the Shadow of the Valley of Death)                               | CD                         |      |
| 490 790-4     | Marilyn Manson         | Holy Wood (In the Shadow of the Valley of Death)                               | Cass                       |      |
| 493 186-2     | Nine Inch Nails        | And All That Could Have Been (CD-Box)                                          | 2xCD                       |      |
| 493 186-2     | Nine Inch Nails        | And All That Could Have Been (CD-Box)                                          | 2xCD, Ltd + Box            |      |
| 497 170-2     | Marilyn Manson         | Coma White                                                                     | CD, Maxi, Promo            |      |
| 497 200-1     | Marilyn Manson         | Rock Is Dead                                                                   | 12", Promo                 |      |
| 497 244-2     | Nine Inch Nails        | Into the Void                                                                  | CD, Maxi                   |      |
| 497 273-2     | The The                | Interpretations: Issue One - The The - ShrunkenMan                             | CD, Maxi                   |      |
| 497 437-2     | Marilyn Manson         | Disposable Teens Pt. 1                                                         | CD, Maxi                   |      |
| 497 438-2     | Marilyn Manson         | Disposable Teens Pt. 2                                                         | CD, Maxi                   |      |
| 497 458-1     | Marilyn Manson         | Disposable Teens                                                               | 12"                        |      |
| 497 469-2     | Marilyn Manson         | Disposable Teens                                                               | CD, Maxi                   |      |
| 497 485-2     | Marilyn Manson         | The Fight Song Pt. 1                                                           | CD, Maxi                   |      |
| 497 486-2     | Marilyn Manson         | The Fight Song Pt. 2                                                           | CD, Maxi                   |      |
| 497 490-2     | Marilyn Manson         | The Fight Song Pt. 1                                                           | CD, Maxi                   |      |
| 497 491-2     | Marilyn Manson         | The Fight Song Pt. 2                                                           | CD, Maxi                   |      |
| 497 604-2     | Marilyn Manson         | The Nobodies                                                                   | CD, Maxi, Enh              |      |
| 5760-2        | Pop Will Eat Itself    | R.S.V.P. (Remixes)                                                             | CD, Maxi, Promo            |      |
| 6648909962    | Squarepusher           | Selection Sixteen                                                              | CD, Album                  |      |
| 7 92213-2     | Nine Inch Nails        | Broken                                                                         | CD, Maxi + CD, Mini        | 1992 |
| 7 92213-4     | Nine Inch Nails        | Broken                                                                         | Cass, Maxi                 | 1992 |
| 854 000-7     | Nine Inch Nails        | March of the Pigs                                                              | 7"                         |      |
| 854 001-0     | Nine Inch Nails        | March of the Pigs                                                              | 9"                         |      |
| 92395-2       | Prick                  | Prick                                                                          | CD                         |      |
| 92395-2       | Prick                  | Prick                                                                          | CD, Promo                  |      |
| 92395-4       | Prick                  | Prick                                                                          | Cass, Promo                |      |
| 92395-4       | Prick                  | Prick                                                                          | Cass                       |      |
| 92460-2       | Various                | Natural Born Killers: A Soundtrack For An Oliver Stone Film                    | CD                         |      |
| 92641-2       | Marilyn Manson         | Smells Like Children                                                           | CD, Promo                  |      |
| 95287-1       | 12 Rounds              | 12 Rounds                                                                      | Cass, Promo                |      |
| 95887-0       | Pop Will Eat Itself    | Amalgamation                                                                   | 12"                        | 1994 |
| 95887-2       | Pop Will Eat Itself    | Amalgamation                                                                   | CD, Maxi                   | 1994 |
| 95905-2       | Nine Inch Nails        | Closer to God                                                                  | CD, Maxi                   |      |
| 95938-2       | Nine Inch Nails        | March of the Pigs                                                              | CD, Maxi                   |      |
| 9637          | Marilyn Manson         | The Beautiful People                                                           | 12", Promo                 |      |
| 980 772-8     | Marilyn Manson         | Mobscene                                                                       | 7"                         |      |
| B0000370-10   | Marilyn Manson         | The Golden Age of Grotesque                                                    | CD + DVD, NTSC             |      |
| B0000372-32   | Marilyn Manson         | Mobscene                                                                       | CD, Maxi                   |      |
| B0004553-01   | Nine Inch Nails        | With Teeth                                                                     | 2xLP                       |      |
| B0004553-02   | Nine Inch Nails        | With Teeth                                                                     | CD                         |      |
| B0004553-82   | Nine Inch Nails        | With Teeth                                                                     | DualDisc, NTSC, 5.1, Album |      |
| B0005465-11   | Nine Inch Nails        | Only (Remixes By Richard X And EL-P)                                           | 12"                        |      |
| B0006589-22   | Nine Inch Nails        | Every Day Is Exactly the Same                                                  | CD, Maxi                   |      |
| CD 92393      | Pop Will Eat Itself    | Dos Dedos Mis Amigos                                                           | CD                         |      |
| CDP 657-2     | Marilyn Manson         | Disposable Teens                                                               | CD, Maxi, Promo            |      |
| CINTD-90090   | Various                | Lost Highway                                                                   | CD                         |      |
| DS 8697       | Marilyn Manson         | This Is the New Shit                                                           | CD, Maxi                   |      |
| INC-90090     | Various                | Lost Highway                                                                   | Cass                       |      |
| INC-90273     | Marilyn Manson         | Mechanical Animals                                                             | Cass                       |      |
| IND 90273     | Marilyn Manson         | Mechanical Animals                                                             | CD                         |      |
| IND-90086     | Marilyn Manson         | Antichrist Superstar                                                           | CD                         |      |
| IND-92344     | Marilyn Manson         | Portrait of an American Family                                                 | CD                         | 1994 |
| IND-92541P    | Marilyn Manson         | Smells Like Children                                                           | LP                         |      |
| IND-95504     | Marilyn Manson         | Sweet Dreams                                                                   | CD, Maxi                   |      |
| IND-95514     | Marilyn Manson         | The Beautiful People                                                           | CD, Maxi                   |      |
| IND-95541     | Marilyn Manson         | The Beautiful People Pt. 1                                                     | CD, Maxi                   |      |
| IND-95541     | Marilyn Manson         | The Beautiful People                                                           | CD, Maxi                   |      |
| IND-95542     | Nine Inch Nails        | The Perfect Drug (Versions)                                                    | CD, Maxi                   |      |
| IND-95552     | Marilyn Manson         | Tourniquet Pt. 1                                                               | CD, Maxi                   |      |
| IND-95603     | Marilyn Manson         | The Dope Show                                                                  | CD, Maxi                   |      |
| IND-95609     | Marilyn Manson         | The Dope Show                                                                  | CD, Maxi, Enh              |      |
| IND-95610     | Marilyn Manson         | The Dope Show                                                                  | CD, Maxi                   |      |
| IND-95617     | Marilyn Manson         | The Dope Show                                                                  | CD, Maxi                   |      |
| IND-95626     | Marilyn Manson         | I Don’t Like the Drugs (But the Drugs Like Me) Pt. 1                           | CD, Maxi                   |      |
| IND-95627     | Marilyn Manson         | I Don’t Like the Drugs (But the Drugs Like Me)                                 | CD, Maxi                   |      |
| IND-95630     | Marilyn Manson         | I Don’t Like the Drugs (But the Drugs Like Me)                                 | CD, Maxi                   |      |
| IND-97520     | Marilyn Manson         | Tourniquet                                                                     | CD, Maxi                   |      |
| IND-97604     | Marilyn Manson         | The Nobodies                                                                   | CD, Maxi                   |      |
| INDX-95541    | Marilyn Manson         | The Beautiful People Pt. 2                                                     | CD, Maxi                   |      |
| INDX-95552    | Marilyn Manson         | Tourniquet Pt. 2                                                               | CD, Maxi                   |      |
| INDX-95610    | Marilyn Manson         | The Dope Show Pt. 2                                                            | CD, Maxi                   |      |
| INF-95626     | Marilyn Manson         | I Don’t Like the Drugs (But the Drugs Like Me Pt. 2)                           | CD, Maxi                   |      |
| INT-90273     | Marilyn Manson         | Mechanical Animals                                                             | CD, Enh                    |      |
| INT12-95027   | Meat Beat Manifesto    | Acid Again                                                                     | 12"                        |      |
| INT12-97026   | Nine Inch Nails        | The Day the World Went Away                                                    | 12"                        |      |
| INT2-90273    | Marilyn Manson         | Mechanical Animals                                                             | 2xLP                       |      |
| INT3P-6246    | Plug                   | Drum 'N Bass For Papa / Plugs 1, 2, & 3                                        | 2xCD, Promo                |      |
| INT3P-6520    | Squarepusher           | Budakhan Mindphone                                                             | CD, Promo                  |      |
| INT5P-0540    | Marilyn Manson         | Rock Is Dead                                                                   | CD, Maxi, Promo            |      |
| INT5P-6052    | Marilyn Manson         | The Beautiful People                                                           | CD, Maxi, Promo            |      |
| INT5P-6069    | Nine Inch Nails        | The Perfect Drug                                                               | CD, Maxi, Promo            |      |
| INT5P-6101    | Marilyn Manson         | Tourniquet                                                                     | CD, Maxi, Promo            |      |
| INT5P-6170    | Marilyn Manson         | The Horrible People / Tourniquet                                               | CD, Maxi, Promo            |      |
| INT5P-6187    | Marilyn Manson         | Man That You Fear                                                              | CD, Maxi, Promo            |      |
| INT5P-6368    | 2wo                    | Deep in the Ground                                                             | CD, Maxi, Promo            |      |
| INT5P-6389    | Meat Beat Manifesto    | Acid Again                                                                     | CD, Maxi, Promo            |      |
| INT5P-6447    | Marilyn Manson         | The Dope Show                                                                  | CD, Maxi, Promo            |      |
| INT5P-6450    | Various                | Nothing Changes                                                                | CD                         |      |
| INT5P-6468    | Meat Beat Manifesto    | Prime Audio Soup                                                               | CD, Maxi, Promo            |      |
| INT5P-6500    | Marilyn Manson         | I Don’t Like the Drugs (But the Drugs Like Me)                                 | CD, Maxi, Promo            |      |
| INT5P-6548    | Marilyn Manson         | Rock Is Dead                                                                   | CD, Maxi, Promo            |      |
| INT5P-6687    | Nine Inch Nails        | We’re in This Together                                                         | CD, Single, Promo          |      |
| INT5P-6689    | Marilyn Manson         | Coma White                                                                     | CD, Maxi, Promo            |      |
| INT5P-6723    | Marilyn Manson         | Astonishing Panorama of the Endtimes                                           | CD, Maxi, Promo            |      |
| INT5P-6754    | Nine Inch Nails        | Into the Void                                                                  | CD, Single, Promo          |      |
| INT8P-6050    | Meat Beat Manifesto    | Asbestos Lead Asbestos                                                         | 12", Maxi, Promo           |      |
| INT8P-6164    | Nine Inch Nails        | The Perfect Drug - Versions                                                    | 3x12", Promo               |      |
| INT8P-6169    | Meat Beat Manifesto    | Radio Babylon / It’s The Music                                                 | 12", Promo                 |      |
| INT8P-6172    | Meat Beat Manifesto    | Radio Babylon / I Am Electro                                                   | 12", Promo                 |      |
| INT8P-6188    | Marilyn Manson         | The Horrible People / Tourniquet                                               | 12", Promo                 |      |
| INT8P-6369    | 12 Rounds              | Pleasant Smell                                                                 | 12"                        |      |
| INT8P-6462    | Meat Beat Manifesto    | Prime Audio Soup                                                               | 12", Promo                 |      |
| INT9P-6448    | Marilyn Manson         | The Dope Show                                                                  | Cass, Single, Promo        |      |
| INTC-90079    | Pig                    | Sinsation                                                                      | Cass                       |      |
| INTC-90086    | Marilyn Manson         | Antichrist Superstar                                                           | Cass                       |      |
| INTD-90079    | Pig                    | Sinsation                                                                      | CD                         |      |
| INTD-90086    | Marilyn Manson         | Antichrist Superstar                                                           | CD                         |      |
| INTD-90127    | Meat Beat Manifesto    | Original Fire                                                                  | CD                         |      |
| INTD-90154    | 12 Rounds              | My Big Hero                                                                    | CD                         |      |
| INTD-90155    | 2wo                    | Voyeurs                                                                        | CD                         |      |
| INTD-90210    | Einstürzende Neubauten | Ende Neu                                                                       | CD                         |      |
| INTD-90277    | Plaid                  | Not for Threes                                                                 | CD                         |      |
| INTD-90279    | Meat Beat Manifesto    | Actual Sounds + Voices                                                         | CD                         |      |
| INTD-90294    | Squarepusher           | Music Is Rotted One Note                                                       | CD                         |      |
| INTD-90300    | The Bowling Green      | One Pound Note                                                                 | CD                         |      |
| INTD-90312    | Squarepusher           | Budakhan Mindphone                                                             | CD                         |      |
| INTD-90997    | Squarepusher           | Maximum Priest EP                                                              | CD, Maxi                   |      |
| INTD-90998    | Plaid                  | Rest Proof Clockwork                                                           | CD                         |      |
| INTD-90258    | Autechre               | LP5                                                                            | CD                         |      |
| INTD-90999    | Autechre               | EP7                                                                            | CD                         |      |
| INTD-92213    | Nine Inch Nails        | Broken                                                                         | CD, Maxi                   |      |
| INTD-92344    | Marilyn Manson         | Portrait of an American Family                                                 | CD                         |      |
| INTD-92346    | Nine Inch Nails        | The Downward Spiral                                                            | CD                         |      |
| INTD-92641    | Marilyn Manson         | Smells Like Children                                                           | CD                         |      |
| INTD2-90069   | Meat Beat Manifesto    | Subliminal Sandwich                                                            | 2xCD                       |      |
| INTD2-90148   | Plug                   | Drum 'n' Bass For Papa + Plug EPs 1, 2 & 3                                     | 2xCD                       |      |
| INTDE-90257   | Squarepusher           | Big Loada                                                                      | CD, Enh                    |      |
| INTDM-95007   | Nine Inch Nails        | The Perfect Drug - Versions                                                    | CD, Maxi                   |      |
| INTDM-95017   | Marilyn Manson         | Remix & Repent                                                                 | CD, Maxi                   |      |
| INTDM-95023   | 12 Rounds              | Pleasant Smell                                                                 | CD, Maxi                   |      |
| INTDM-95027   | Meat Beat Manifesto    | Acid Again                                                                     | CD, Maxi                   |      |
| INTDM-95039   | Autechre               | Peel Session                                                                   | CD, Maxi                   |      |
| INTDM-95806   | Marilyn Manson         | Lunchbox                                                                       | CD, Maxi                   |      |
| INTDM-95811   | Nine Inch Nails        | Further Down the Spiral                                                        | CD, EP                     |      |
| INTDM-95902   | Marilyn Manson         | Get Your Gunn                                                                  | CD, Maxi                   |      |
| INTDM-95938   | Nine Inch Nails        | March of the Pigs                                                              | CD, Maxi                   |      |
| INTDM-97053   | Plaid                  | Peel Session                                                                   | CD, Maxi                   |      |
| INTDS-95599   | Marilyn Manson         | The Dope Show Pt. 1                                                            | CD, Maxi                   |      |
| INTDS-97026   | Nine Inch Nails        | The Day the World Went Away                                                    | CD, Maxi                   |      |
| INTR-10079-2  | Nine Inch Nails        | Starsuckers, Inc.                                                              | CD, Maxi, Promo            |      |
| INTR-10215-2  | Marilyn Manson         | Disposable Teens                                                               | CD, Maxi, Promo            |      |
| INTR-10245-2  | Marilyn Manson         | Disposable Teens / The Love Song                                               | CD, Maxi, Promo            |      |
| INTR-10252-2  | Marilyn Manson         | Working Class Hero                                                             | CD, Maxi, Promo            |      |
| INTR-10292-2  | Marilyn Manson         | The Fight Song                                                                 | CD, Single, Promo          |      |
| INTR-10384-2  | Marilyn Manson         | The Nobodies                                                                   | CD, Maxi, Promo            |      |
| INTR-10675-2  | Nine Inch Nails        | And All That Could Have Been (Excerpts)                                        | CD, Maxi, Promo            |      |
| INTR-10949-2  | Marilyn Manson         | Mobscene                                                                       | CD, Maxi, Promo            |      |
| INTR-11414-9  | Nine Inch Nails        | Collected                                                                      | DVD, Promo                 |      |
| INTR-11736-1  | Nine Inch Nails        | Every Day Is Exactly the Same (Remixes by Sam Fog and Carlos D. from Interpol) | 12", Promo                 |      |
| INTV2-90157-1 | Nine Inch Nails        | Closure                                                                        | 2xVHS                      |      |
| INVP-95541    | Marilyn Manson         | The Beautiful People                                                           | 10"                        |      |
| INVP-95552    | Marilyn Manson         | Tourniquet                                                                     | 10"                        |      |
| INVP-95610    | Marilyn Manson         | The Dope Show                                                                  | 10"                        |      |
| ISC-90150     | Marilyn Manson         | Dead to the World                                                              | VHS                        |      |
| MANSONRX2     | Marilyn Manson         | This Is the New Shit                                                           | CD, Maxi, Promo            |      |
| MMCDP2        | Marilyn Manson         | The Fight Song                                                                 | CD, Maxi, Promo            |      |
| NEWSHIT1      | Marilyn Manson         | This Is the New Shit                                                           | 12", Promo                 |      |
| none          | Various                | Lost Highway                                                                   | Cass, Promo                |      |
| none          | Marilyn Manson         | This Is the New Shit                                                           | CDr, Promo                 |      |
| none          | Marilyn Manson         | Mobscene                                                                       | CDr, Promo                 |      |
| none          | Plaid                  | Rest Proof Clockwork                                                           | CDr, Promo                 |      |
| none          | 12 Rounds              | Selected New Recordings 2002                                                   | CD, Maxi, Promo            |      |
| none          | Marilyn Manson         | The Dope Show                                                                  | CDr, Promo                 |      |
| none          | Marilyn Manson         | Disposable Teens                                                               | CD, Maxi, Promo            |      |
| none          | Marilyn Manson         | This Is the New Shit                                                           | CDr, Promo                 |      |
| PR 5539       | Nine Inch Nails        | March of the Pigs                                                              | 12", Promo                 |      |
| PR 5948       | Prick                  | Communiqué / Crack                                                             | 7", Promo                  |      |
| PRCD 5697-2   | Marilyn Manson         | Get Your Gunn                                                                  | CD, Maxi, Promo            |      |
| PRCD 5722-2   | Marilyn Manson         | Get Your Gunn                                                                  | CD, Maxi, Promo            |      |
| PRCD 5781-2   | Marilyn Manson         | Get Your Gunn                                                                  | CD, Maxi, Promo            |      |
| PRCD 5961     | Marilyn Manson         | Lunchbox                                                                       | CD, Maxi, Promo            |      |
| PRCD 6240     | Prick                  | Animal                                                                         | CD, Maxi, Promo            |      |
| PRCD 6643     | Marilyn Manson         | Sweet Dreams                                                                   | CD, Maxi, Promo            |      |
| PRCD-6517     | Marilyn Manson         | Dope Hat                                                                       | CD, Maxi, Promo            |      |
| SAM 175 CD    | Marilyn Manson         | I Don’t Like the Drugs (But the Drugs Like Me)                                 | CD, Maxi, Promo            |      |
| SAM 215 CD    | Marilyn Manson         | The Dope Show                                                                  | CD, Maxi, Promo            |      |
| STPR 5509     | Nine Inch Nails        | The Downward Spiral                                                            | 2xLP, Promo                |      |